# Kin-ball Association Rennes
Maillots
La Kin-ball Association Rennes (KBAR) est un club français de kin-ball, basé dans la ville de Rennes en Bretagne.

## Historique

### Les origines
Le club a été créé en 2004 par des anciens étudiants d'Angers, Arnaud Legrand et Julien Dorison, qui avaient découvert ce sport dans cette ville. Ils sont aussi à l'origine de la création de la Fédération française de kin-ball qu'ils ont codirigés jusqu'en 2012.

## Palmarès

### National
- Championnat de France D1M[2],[3](4)
  - Champion : 2011,2012, 2013, 2014, 2015, 2016, 2017

## Effectif actuel
La Kin-ball Association Rennes présente 6 équipes évoluant dans le Championnat de France FKBF 2017-2018 :
- 3 équipes masculines : Rennes 1 (D1M), Rennes 2 & 3 (D2M).
- 2 équipes féminines : Rennes 1 (D1F) et 2 (D2F).